# Nor Astghaberd
Nor Astghaberd (en arménien Նոր Աստղաբերդ ) est une communauté rurale du marz de Syunik en Arménie. Comprenant également les localités d'Ajabaj, Getishen et Vocheti, elle compte 72 habitants en 2008.